# Kaljo Raid
 (mai 2019).
Si vous disposez d'ouvrages ou d'articles de référence ou si vous connaissez des sites web de qualité traitant du thème abordé ici, merci de compléter l'article en donnant les références utiles à sa vérifiabilité et en les liant à la section « Notes et références ».
Pour les articles homonymes, voir Raid.
Œuvres principales
- 2 quatuors à cordes (1942-1953)
- 4 symphonies (1944-1997)
- Fiery Chariots, opéra (1993)
...
Kaljo Raid, né le 4 mars 1921 à Tallinn et mort le 21 janvier 2005 à Richmond Hill, est un compositeur, violoncelliste, pédagogue et pasteur chrétien baptistecanado-estonien.

## Biographie
Au Conservatoire de Tallinn (dont il sort diplômé en 1944), Kaljo Raid étudie la composition avec Heino Eller, le violoncelle avec August Karjus (et) et la direction d'orchestre avec Olav Roots (en).
Installé en Suède de 1944 à 1946, il entame des études de théologie à l'Université de Stockholm (1945-1946) puis, établi aux États-Unis de 1946 à 1954, y poursuit sa formation en théologie à l'Andover Newton Theological School de Newton (Massachusetts). 
Toujours aux États-Unis, il parfait son apprentissage de la composition et du violoncelle, disciplines qu'il enseigne à son tour (ainsi que la théorie de la musique) entre 1949 et 1953, à l'Université Bethel (université privée d'origine baptiste) de Saint Paul (Minnesota).

### Ministère
Enfin, il s'installe définitivement au Canada en 1954 et devient la même année pasteur (jusqu'en 1989) de l'église baptiste estonienne de Toronto, en Ontario.

### Musique
La musique de Kaljo Raid est influencée par le dodécaphonisme, la polyrythmie, la musique ancienne et la musique folklorique estonienne. On lui doit notamment des pièces pour piano ou orgue, de la musique de chambre (dont deux quatuors à cordes et des œuvres avec violoncelle), quatre symphonies, un opéra et de nombreuses œuvres vocales (entre autres chorales).
À noter également qu'il complète en 1987 la symphonie no 11 de son compatriote Eduard Tubin (laissée inachevée à sa mort en 1982).

### Fin de vie
Il décède en Ontario en 2005, à 83 ans.

## Compositions (sélection)

### Œuvres pour instrument solo
Pièces pour piano
- 1940 : Sonate no 1
- 1941 : Rondo
- 1942 : Sonate no 2
- 1944 : Capriccio no 1
- 1945 : Capriccio no 2 ; Fantaisie From the Diary of a Romanticist
- 1946 : Sonate no 3
- 1947 : Capriccio no 3 ; Divertimento
- 1950 : Capriccio no 4
- 1951 : Suites sur des chants folkloriques estoniens no 1 et no 2
- 1952 : Sonatine
- 1953 : 4 miniatures
- 1954 : Partita

Pièces pour orgue
- 1947 : Intermezzo
- 1948 : Scherzo ; Sonate dans le style classique no 1
- 1954 : Trois chants grégoriens (également pour harpe ou clavecin)
- 1973 : Prélude processionnel ; Toccata

### Musique de chambre
- 1940 : 2 scherzos en mode mineur pour quintette à vent (révisés en 1991) ; Largo pour alto (ou violoncelle) et piano
- 1942 : Quatuor à cordes no 1 ; Ballade pour violon et piano
- 1945 : Sonate pour violon et piano ; Introduction et allegro agitato pour violon et piano ; Divertimento pour flûte, alto et guitare
- 1946 : Pièce de concert pour contrebasse et piano ; Choral Now, When the Dusky Shades pour violon, violoncelle et contrebasse ; Petit quintette pour clarinette et quatuor à cordes
- 1947 : Suite estonienne sur des chants folkloriques, pour violon et piano ; Rhapsodie pour contrebasse et piano ; Choral et variations pour violon et violoncelle ; Pièce nocturne pour violon, violoncelle et piano ; Trio pour violon, violoncelle et contrebasse
- 1948 : Pièce de concert pour violon et piano ; Scherzo fuocoso pour violoncelle et piano ; Sonate dans le style classique no 1 pour flûte, hautbois et quintette à cordes (révisée en 1997)
- 1949 : Movimento pour violon et piano ; Choral Jesus, Lover of My Soul pour quatuor à cordes ; Prélude de choral gallois pour quatuor à cordes
- 1950 : Arpeggio, variations pour violon et piano ; Pièce romantique pour violoncelle et piano ; 3 pièces pour clarinette, saxophone et violoncelle
- 1951 : 2 pièces pour alto et piano
- 1952 : Suite progressive pour deux violons ; Petite rhapsodie pour violon et 13 instruments
- 1953 : Quatuor à cordes no 2 ; Prélude et fugue pour trois bassons
- 1954 : Meditation in Memory of Eduard Wiiralt pour violon et piano ; Sextuor à vent
- 1962 : A Prayer for the Nation pour violoncelle et piano
- 1970 : Canto serioso et Lacrimosa pour violon et violoncelle
- 1971 : In Memoriam pour deux violoncelles
- 1972 : Trio avec piano
- 2001 : Suite dans le style ancien no 2 pour clarinette et quatuor à cordes
- 2003 : Sonate dans le style classique no 2 pour flûte, hautbois et quintette à cordes

### Œuvres pour orchestre
- 1940 : Suite dans le style ancien no 1 pour clarinette et orchestre à cordes (ou pour diverses formations en musique de chambre ; révisée en 1994)
- 1941 : 2 pièces pour orchestre à cordes
- 1942 : Variations
- 1944 : Symphonie no 1 en ut mineur
- 1946 : Symphonie no 2 Stockholm Symphony
- 1948 : A 20th Century Hamlet, prologue symphonique
- 1950 : Concerto grosso pour trois clarinettes, piano, grosse caisse et orchestre à cordes
- 1951 : Variations de concert pour orgue, piano, percussion et orchestre à cordes
- 1952 : Concertino pour hautbois, basson, percussion et orchestre à cordes
- 1991 : 12 pièces courtes pour orchestre à cordes
- 1995 : Symphonie no 3 Traditional
- 1997 : Symphonie no 4 Postmodern
- 1999 : The Y2K Heroics, concerto-ouverture ; Pecueno Iberia, suite symphonique
- 2000 : Sérénade pour orchestre de chambre (originairement pour piano : voir ci-dessus) ; Poème pour flûte et orchestre de chambre

### Musique vocale
- 1944 : Chant de Noël pour chœur mixte a cappella ; Seven Songs of a Fateful Summer, pour chœur d'hommes a cappella (cycle révisé en 1994)
- 1945 : Suite pour soprano et 7 instruments ; Evening Song pour soliste et orgue
- 1949 : Deborah's War Song pour chœur de femmes, piano et percussion
- 1950 : Psaume 32 pour baryton, chœur de femmes et 4 instruments
- 1951 : 6 chants folkloriques estoniens (cycles no 1 et no 2) pour soliste et piano ; Jacob's Death, pour contralto et 4 violoncelles
- 1952 : Proverbs, cantate de chambre pour soliste, chœur mixte et 8 instruments ; 6 chants folkloriques estoniens (cycles no 3 et no 4) pour soliste et piano
- 1960 : 2 chants folkloriques estoniens (cycle no 5) pour soliste et piano
- 1969 : Psaume 96 Declare pour chœur de femmes, trombone, piano et 2 pipeaux
- 1970 : Gloria Alleluia pour 2 solistes et orchestre à cordes ; 3 chants folkloriques estoniens pour soliste et orchestre à cordes
- 1972 : Fantaisie en sol mineur pour soliste et violon
- 1973 : Psaume 136, cantate pour soliste, chœur mixte, chœur de récitants, orgue et carillons ; Sabbath Day, pour voix d'alto et piano (ou harpe) ; Choral pour 2 voix de femmes et piano ; Psaume 86 Generosity of the Lord pour chœur mixte a cappella
- 1981 : Watchman, pour mezzo-soprano, chœur d'hommes et piano (ou timbales)
- 1984 : Water Lilies, cycle pour soliste, flûte et alto
- 1987 : Barn Swallows I-III pour chœur de femmes a cappella
- 1990 : Psaume 90 Return pour chœur mixte a cappella ; Sunday Morning pour chœur de femmes a cappella
- 1991 : Psaume 134 Behold I-IV et Psaume 75 pour chœur mixte a cappella
- 1993 : Fiery Chariots, opéra en deux actes ; Psaume 84 How Lovely et Something Good, pour chœur mixte a cappella